# سكوتر الركل

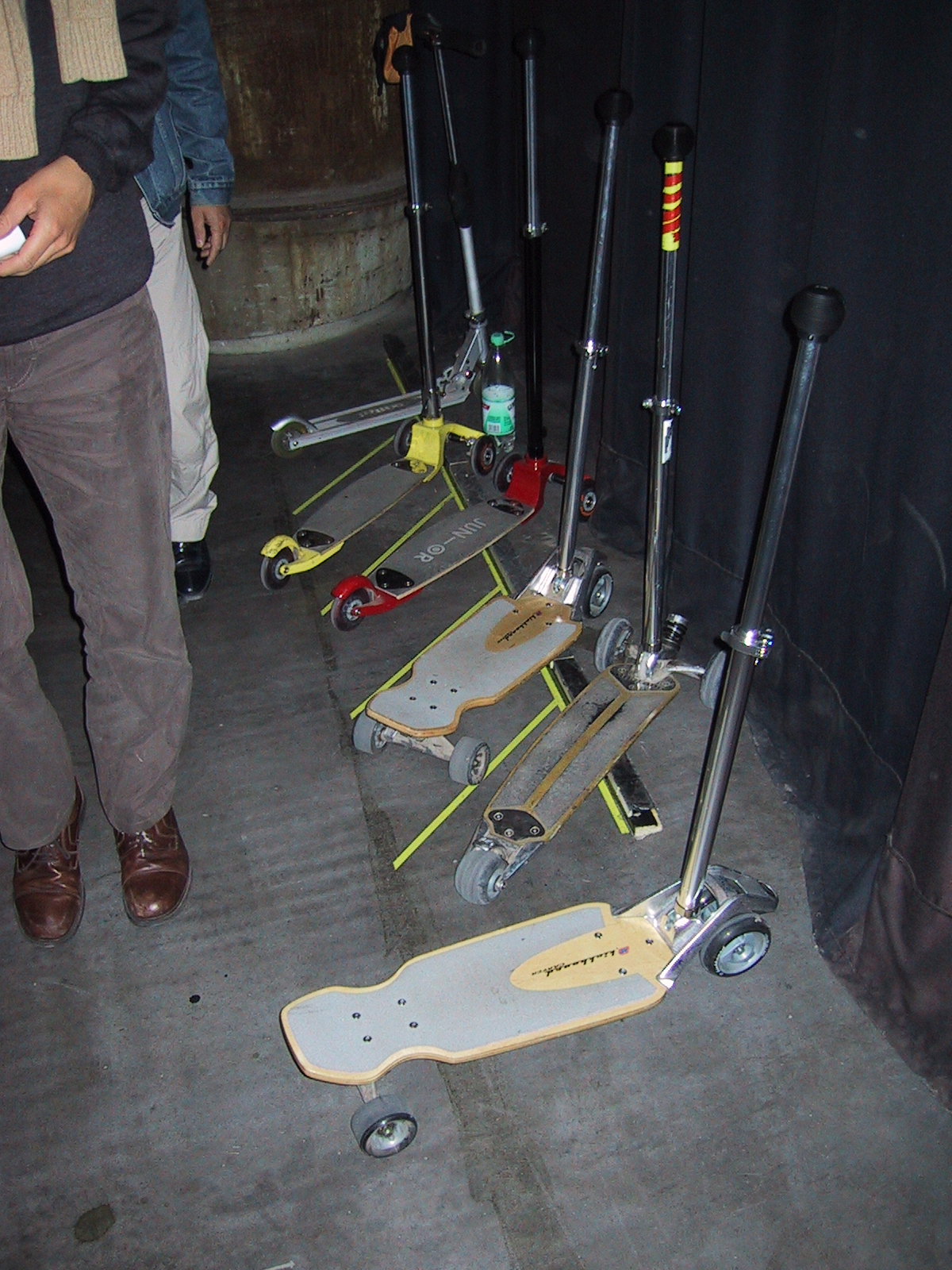
أنواع مختلفة من سكوتر ظهرت سنة 2000

الأركولة أو الدُّرَيْجَةُ أو سَكْتُورة الركل أو سكوتر الركل[بحاجة لمصدر] (بالإنجليزية: Kick scooter)‏ هي مركبة أرضية تتحرك بطاقة الإنسان، ولها مقبض لليدين وصفيحة وعجلات يقوم الراكب بدفعها.
أشهر سكوتر في وقتنا الحالي هي التي لديها عجلتان صغيرتان وصلدتان  ، مصنوعة مبدئيا من الألمنيوم مطوية لتكون ملائمة، بعض السكوترات مصنوعة خصيصا للأطفال تحتوي على 3 أو 4 عجلات وتكون مصنوعة من البلاستيك، أما السكوتر الدافع العالي الأداء المصنوع خصيصا للبالغين فيشابه موديل دراجة «بوني فارثن» المتميز بعجلات أمامية كبيرة وأخرى خلفية صغيرة.

## النماذج والتاريخ

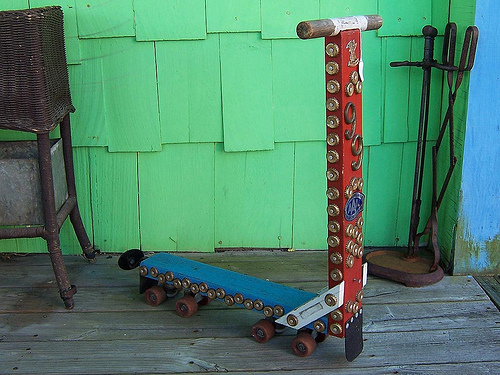
سكوتر خشبي مع زوج من الزلاجات الدوارة

السكوتر ركل البدائي تم تصنيعه في المناطق الحضرية الصناعية منذ 100 سنة على الأقل، النسخة المنزلية الصنع هي الأكثر تداولا ويتم تصنيعها بتجميع لوح بعجلتين مع بعض الإضافات ووصلها مع لوح أو صندوق عند المحور الخام لتعديل مساور التحكم أثناء السير ، كل القطع كانت خشبية الصنع مع 3-4 انش من العجلات الكروية الفولاذية وكانت هناك مشكلة مع هذا التصميم هو الضوضاء العالية تماما مثل السيارات، يتكون النموذج البديل من مشبك واحد من الفولاذ على عجلات التزلج مقسمة إلى أجزاء أمامية وخلفية متصلة بعارضة خشبية.

### هوندا اركل وانطلق.
بسنة 1974 صنعت شركة هوندا مركبة«اركل وانطلق»; "kick n go" كانت مجهدة أكثر من السكوتر العادية إلا أن حداثتها وتصميمها أصبح أكثر شعبية.

### الإطارات الهوائية
قبل أن تصبح الدراجة أكثر رواجا بين الأطفال، السكوتر الفولاذية التي تحوي عجلات دراجة صغيرة كانت الأكثر استعمالا سنة 1987, العديد من مصانع BMX أنتجت دراجات نارية مشابهة للسكوتر لقبت بالسكوت “SCOOT”  لكن أوقفت الشركة عملية التصنيع، بعدها بسنوات تم تأسيس بعض الشركات المصنعة للسكوتر، ولا يزال تطوير السكوتر ليومنا هذا.
بعض المناطق الحضارية ذات كثافة السكان العالية تستخدم السكوتر لأغراض المنفعة، لأنها أسرع من دراجة القابلة للطي وأكثر ملاءمة من الدراجة الهوائية. بعضها يستخدم في الطرق الوعرة وتسمى بالسكوتر الجبلية، هذا الصنف يستخدم في المسابقات الرياضية والطرق الوعرة تتميز بعجلات كبيرة ويتم توصيلها بكلب أو مجموعة من الكلاب مثل كلاب الهسكي لجر السكوتر.

### الدراجة الدافعة
تطور تصنيع الدراجة الدافعة  سنة 1994 بفنلندا وغير هذا نظرتنا للسكوتر، الدراجة الدافعة بمقاييس كبيرة للعجلة الأمامية وحجم اصغر للعجلات الخلفية، تسمح للامتطاء اسرع، تم تأسيس الكأس الأوروبي لرياضة الدراجة الدافعة سنة 2001.

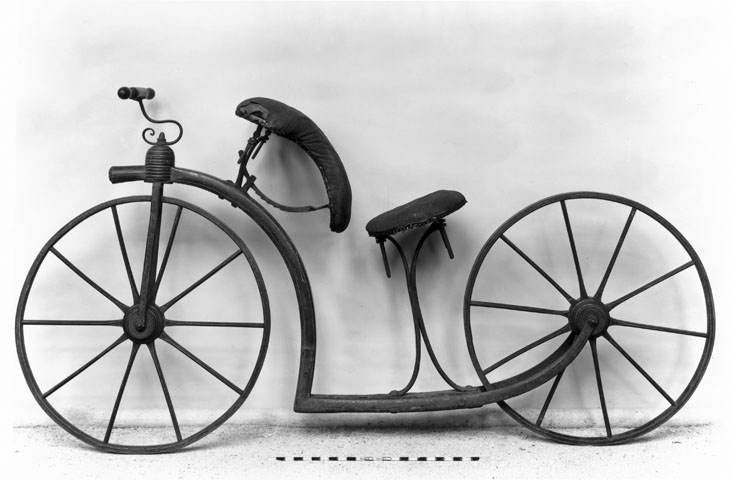
أنتجت دراجة مماثلة من قبل دينيس جونسون في عام 1819
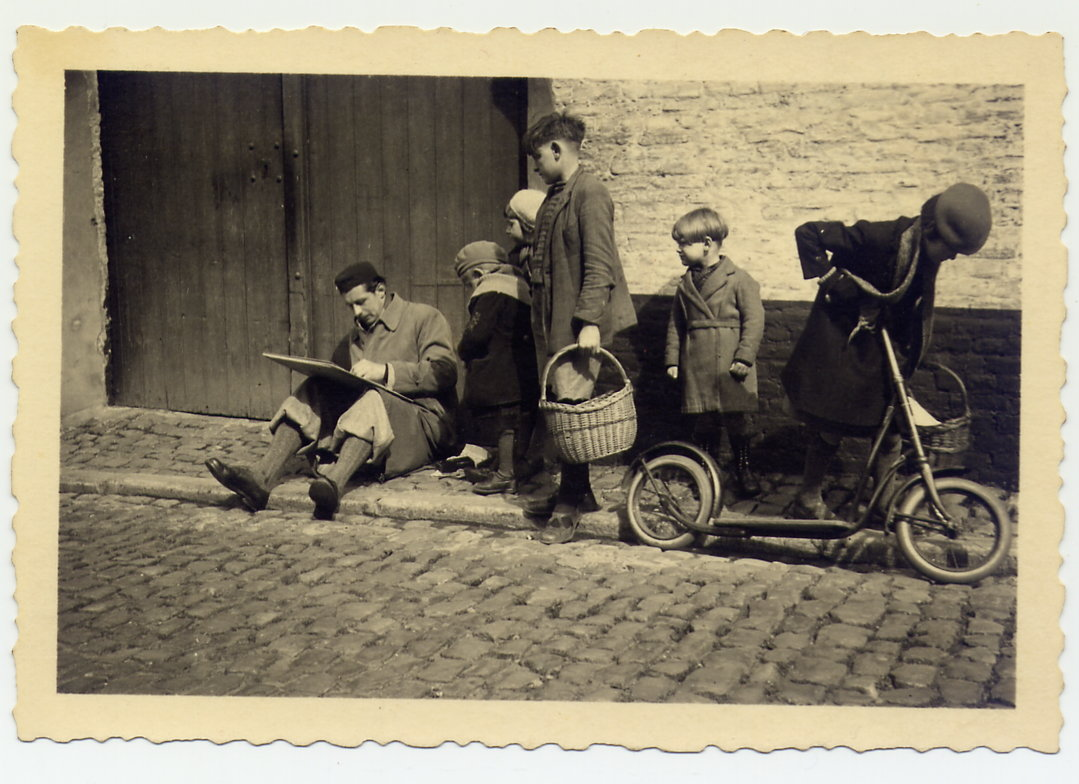
صور في مدينة ديست - بلجيكا 1936
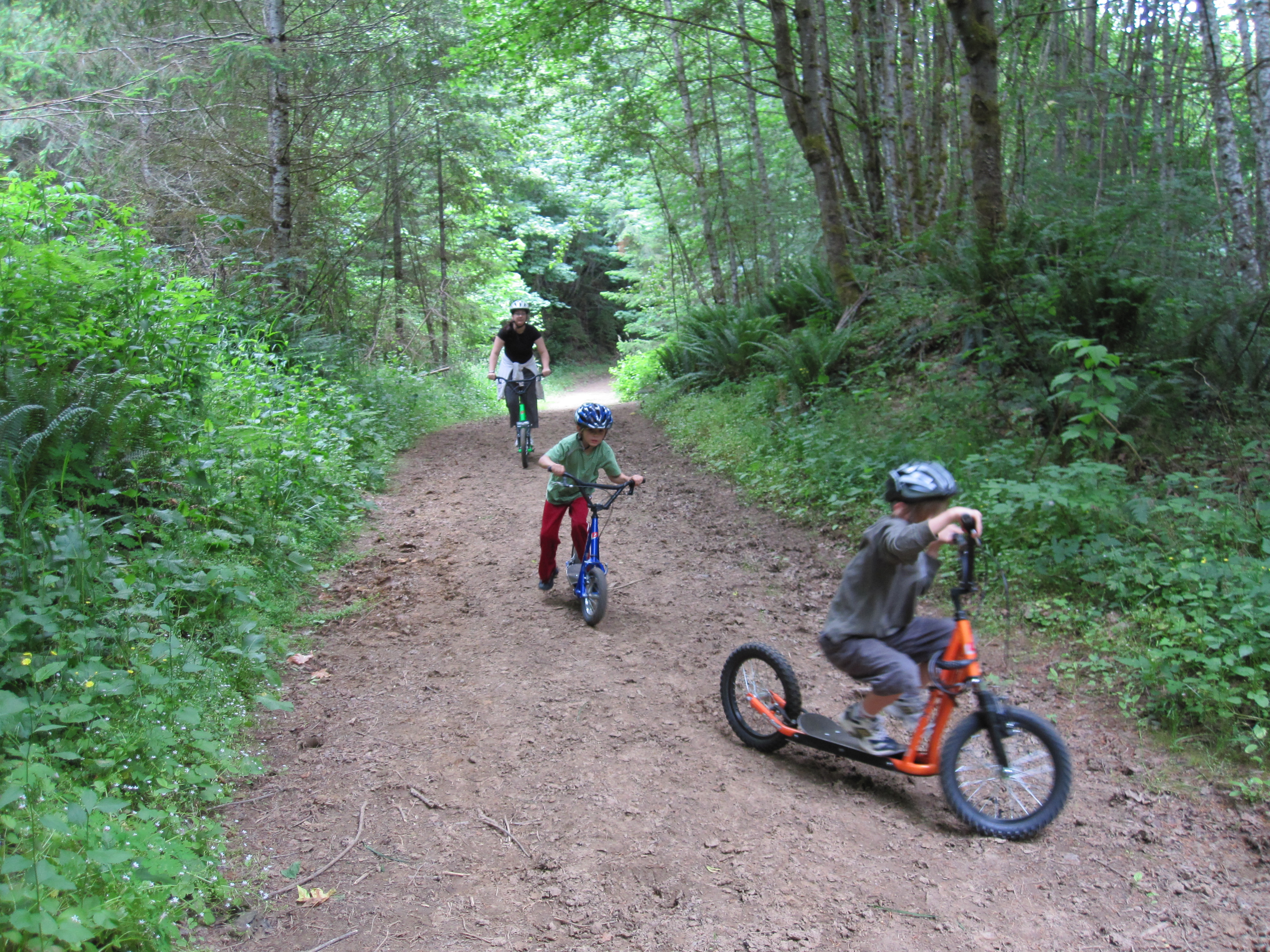
سكوتر جبلي
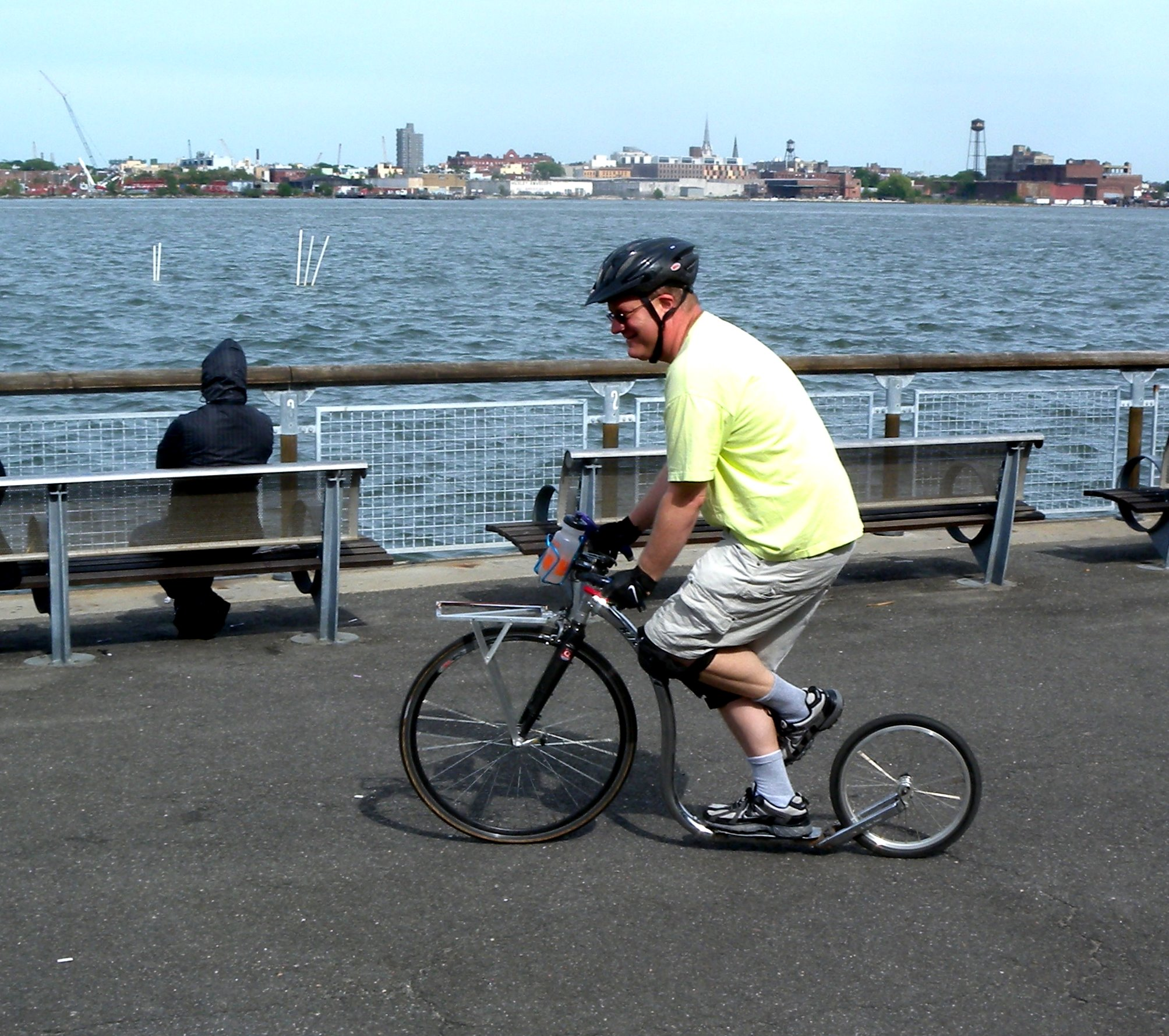
سكوتر الدراجة الدافعة

### السكوتر القابلة للطي
في سنة 1996 ابتكرها “Wim Ouboter” من سويسرا  وهي مصنوعة من الألمنيوم وقابلة للطي بمزالج عجلات خطية (على محور واحد)، بيع الكثير من السكوتر بأسماء ”الشفرة” وGDBUG GDRAZOR
بعدما لاقت رواجا كبيرا في اليابان سنة 1999، العديد من الشبان في طوكيو استعملوها كوسيلة تنقل محمولة وأصبحت موضة في جميع أنحاء العالم، صارت هذه المركبات الصغيرة أيضا لعبة شعبية لدى الأطفال.

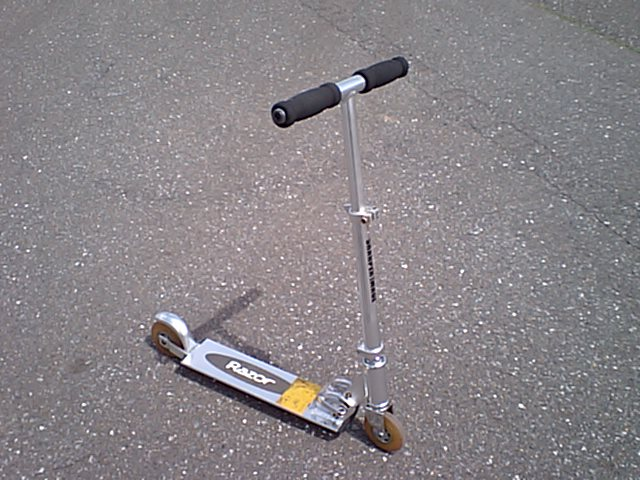
الاصدار الاولي لسكوتر الشفرة بعجلات 98 مم
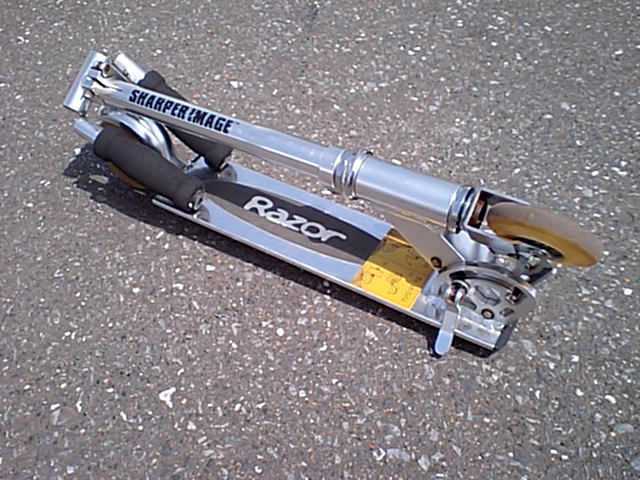
سكوتر الشفرة قابلة للطي
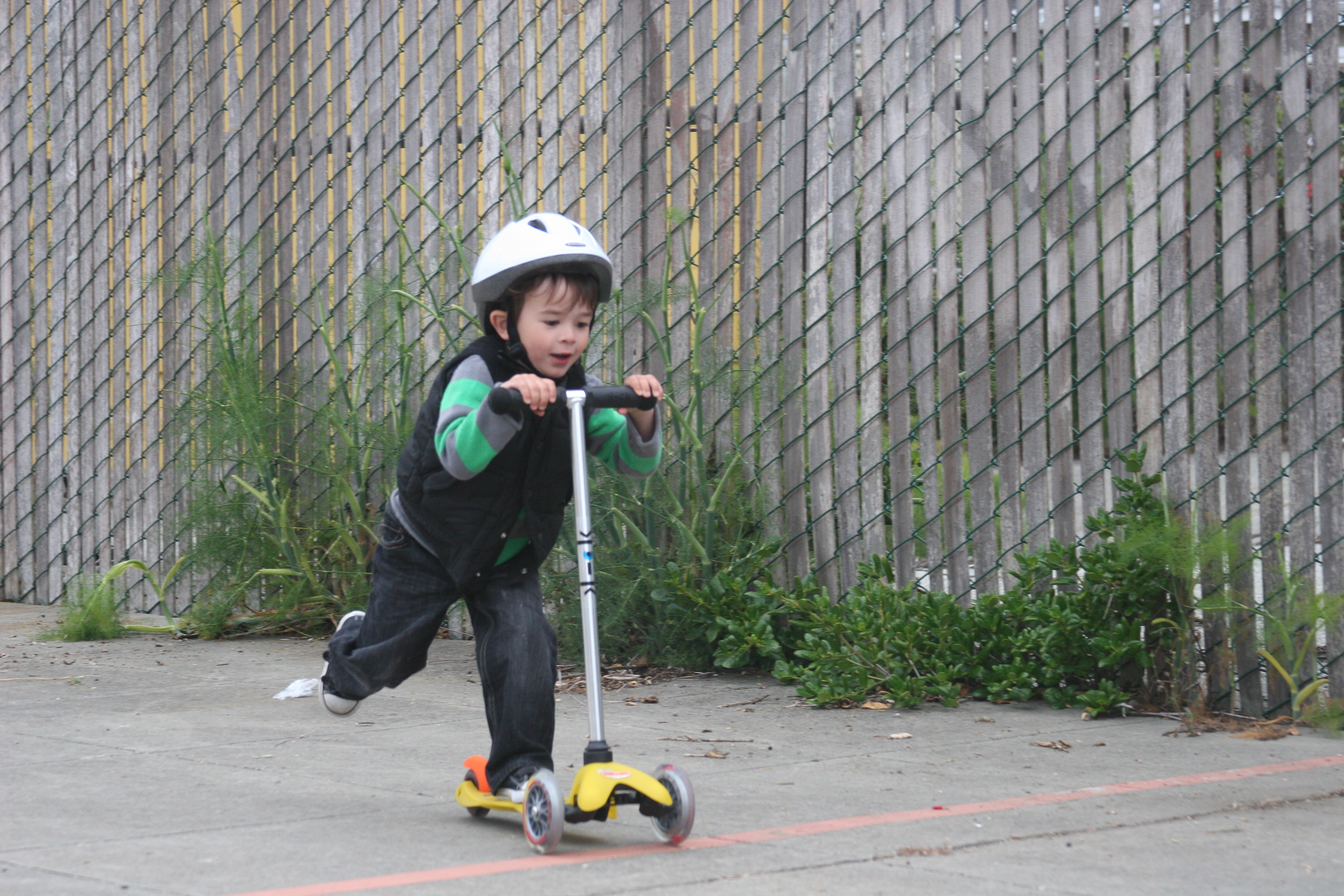
سكوتر صغير مع عجلتين
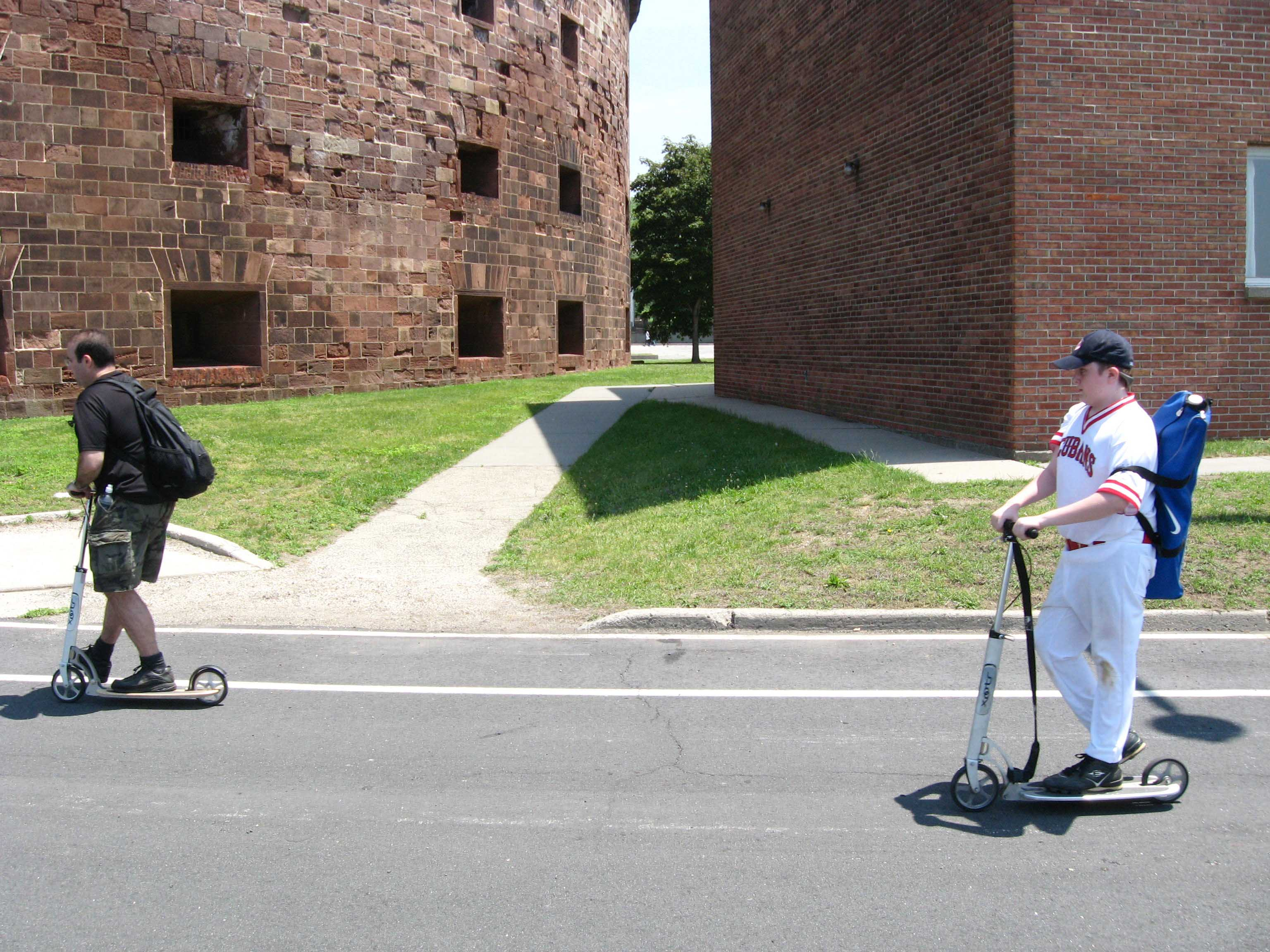
Xootr في أمريكا

### السكوتر البهلوانية
السكوتر البهلوانية ظهرت مؤخرا وأصبحت أكثر تطورا حيث أن الوزن أكثر خفة وصممت لتكون قوية قدر المستطاع، تسمح للراكب بعرض مهارات بهلوانية في الشارع، تتميز غالبا بهيكل من معدن الألومنيوم ملحوم بالكامل.

### السكوتر الكبيرة القابلة للطي
هذا الصنف خصص للبالغين، تحتوي قطع قوية وموطئ أوسع مع فرامل يدوية وعجلات كبيرة ، على حساب الوزن ووالمحملية، مثلا صنف Xootr تمتلك عجلات بقطر 180 مم وحمولة قصوى تصل إلى 136 كغ.

### ثلاثة عجلات

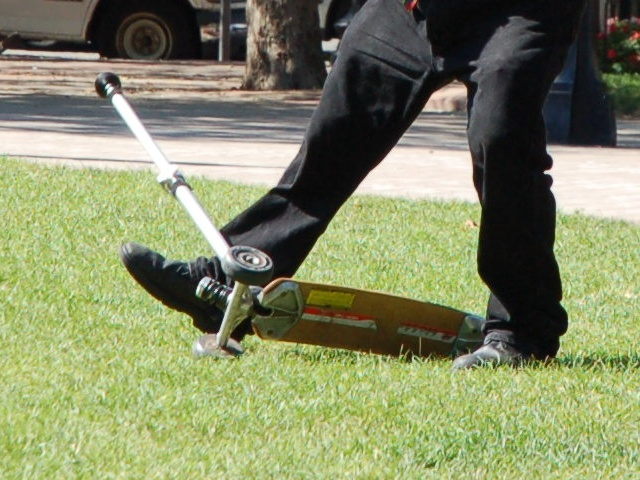
لوح بثلاثة عجلات

مثل دراجة الترايك تم إنتاج سكوتر بثلاثة عجلات للأطفال
في عام 1999، قدمت ميكرو موبيليتي سيستم وK2 سكوتر ذات ثلاث عجلات معكوسة باسم «لوح السباحة». كما أنتجت سكوتر بشكل لوح سباحة الأطفال بتسمية «ميني مايكرو» و«ماكسي الصغيرة». تصميم الثلاث عجلات معكوسة يوفر استقرار واتزان أكبر عندما يقف الشخص في الجزء الأمامي من السكوتر وليس في الخلف، لديها مشكلة في التوجيه والقيادة مع استجابة غير لائقة. ومن الأمثلة على ذلك MiniMicro، التي تستخدم نظام بنابض لاستشعار قوة الجانبية.

### أربعة عجلات
أول جيل من السكوتر كان يمتلك أربعة عجلات، مثل المزلجة المعجلة أو ألواح التزلج.
سنة 2000، أنتجت شركة سويسرية سكوتر بأربع عجلات سميت "Wetzer Stickboard". كان لوح الارتكاز ضيق مع قطب قابل للطي في المقدمة.
في عام 2006، شركة Nextsport أنتجت سكوتر مع اربع عجلات، والمعروف باسم Fuzion من خصائصه انه أكبر وأثقل من النماذج المتوسطة والصغيرة. النماذج الأولى لسكوتر Fuzion له عجلات واسعة كبيرة، وسطح ضخم للإستقرار. النماذج الاحقة مثل Fuzion NX، أصبحت أصغر مع عجلات صلبة وقدرة دوران للمقود360 درجة.